# Artha
 (janvier 2014).
Si vous disposez d'ouvrages ou d'articles de référence ou si vous connaissez des sites web de qualité traitant du thème abordé ici, merci de compléter l'article en donnant les références utiles à sa vérifiabilité et en les liant à la section « Notes et références ».
Artha (en sanskrit IAST ; devanāgarī: अर्थ) signifie "but", "objectif" ou "cause". Il fait référence à la prospérité matérielle. Dans l'hindouisme, il désigne un des quatre buts de l'existence humaine. Il consiste à fonder sa famille, à poursuivre la richesse, à rechercher le succès dans ses affaires et le moyen de l'assurer, à accroître sa puissance et à garantir la sécurité de ses possessions. Après kāma, le désir, et avant dharma et mokṣa, il est le second objectif dans l'échelle des puruṣārtha (but de l'existence humaine, de toute créature) selon l'hindouisme.